# Eilema perdentata
Eilema perdentata là một loài bướm đêm thuộc phân họ Arctiinae, họ Erebidae.